# 임혁 (성우)
임혁(1995년 2월 10일 ~ )은 대한민국의 성우로, 2020년 대원방송 성우극회 공채 11기로 입사했다. 

## 출연 작품

### 애니메이션
- 마루코는 아홉살 - 두부가게 아저씨, 우치 외 각종 단역
- 반요 야샤히메 1기 - 니코센, 족제비 남자, 오죠 외 각종 단역
- 반요 야샤히메 2기 - 소입도, 요령수, 암석마인, 희로애락의 가면 요괴, 나나호시, 기도사, 설입도, 도깨비 5총사, 카이보우즈 외 각종 단역
- 블랙 클로버 - 랄프 니어프레임, 시부아르 스나일, 메기큘라[1]
- 신 도라에몽 16기 - 각종 단역
- 작은 아씨들 - 우드워드, 데이비드, 존슨, 각종 단역
- 작은 아씨들 - 조의 아이들 - 에밀 호프만, 페이지
- 호빵맨 - 김통맨
- 꼭두각시 서커스 - 안셀무스, 사노, 제드 게인, 페드롤리노, 카피탄 그라치아노, 베이스내쉬 외 각종 단역
- 닥터 스톤 STONE WARS
- 나의 히어로 아카데미아 5기 - 스켑틱, 시라쿠모 오보로, 쿠루마다 외 각종 단역
- 트로피컬 루즈! 프리큐어 - 유진행 외 각종 단역
- 유희왕 SEVENS 2기 - 장고, 관리인, 비서, 레오, 오진건 외 각종 단역
- 디지몬 어드벤처: - 미나의 할아버지, 캐스터, 스나이몬, 네몬, 모야몬, 정크몬, 아르고몬(완전체/궁극체), 개굴몬
- 보틀맨 DX - 이시몬, 루트비어
- 원피스 - 와이어, 햄릿, 난기, 쥬키, 산신, 젊은 앙드레, 반크로, 스펜서, 레오네로, 미하르 외 각종 단역
- 쾌걸 근육맨 2세 - 테리맨, 배불뚝 위원장, 스니게이터, 따르릉보이, 포크 더 자이언트, 파전맨, 블록스, 토마스, 아폴로맨, 스페셜맨 주니어, 아나콘다, 민치, 더 프로텍터
- 게게게의 키타로 6기 - 낫도깨비, 산할아버지, 쇼, 목매달귀, 빅터 프랑켄슈타인, 적퀴옹 외 각종 단역
- 일곱 바다의 티코(재더빙) - 르콩트 박사, 돈 굴드
- 시골소녀 폴리아나 - 존, 칠턴
- 블리치 천년혈전 편 - 아콘, 히사기 슈헤이
- 블리치 천년혈전 편 : 결별담 - 히사기 슈헤이, 아콘
- 헤일리는 임무중! - 카이 뱅크스
- 메리 리틀 배트맨(프라임 비디오) - 빅터 / 프리즈, 베인, 리들러
- 나 혼자만 레벨업 - 조규환
- 스파이 패밀리 Season 2 - 소방관
- 블루 록 - 니코 잇키
- 괴수 8호 - 요시무라, 세바스, AI 음성, 타카오, 토나리
- 부탁해요! 포코타 이장님 - 제프

### 극장용 애니메이션
- 도라에몽 극장판 시리즈
- 극장판 도라에몽: 진구의 우주소전쟁 2021 - 드라코루루 장관
- 세계명작극장 극장판 시리즈
- 극장판 소공녀 세라 - 캐리스포드
- 극장판 안녕 앤 - 로저, 사이러스, 월터
- 극장판 엄마찾아 삼만리 - 토니오, 마르셸
- 극장판 키다리 아저씨 - 하먼
- 극장판 톰 소여의 모험 - 머프
- 엘리멘탈(애니메이션) - 흙남, 우드
- 슈퍼 마리오 브라더스(2023년 영화) - 스웽키콩
- 위시(애니메이션)

### 특촬물
- 가면라이더 제로원 - 수호봇 / 에칼 마기어, 이상철, 기사봇 / 오니코 마기어, 암살이 / 도도 마기어 / 도도 마기어 커스텀 / 도도 마기어 커스텀 2, 연기봇 / 아르시노 마기어, 축제 제트 시리즈, 축제 제트 5호, 매치봇 / 가에루 타입 마기어, 정남수, 윌리엄슨, 판사, 휴머기어, 사회자봇 외 각종 단역
- 가면라이더 세이버 - 강바람 / 가면라이더 검참, 장수 도롱뇽 메기도, 현신 하이렌더 / 로드 오브 와이즈 하이렌더
- 아머드 사우루스 - 한결, 윤지민, 프레자카레스
- 파워레인저 젠카이저 - 가온(젠카이 가온)
- 파워레인저 돈브라더즈 - 다온, 신기광 / 마진귀, 조석대, 사무라이귀, 도환기, 안견우 / 블랙 도기 / 천장귀, 청춘을 모르는 학생 / 초수귀 / 초수킹
- 가면라이더 갓챠드 - 한보검 / 가면라이더 갓챠드

### 게임
- 메이플스토리 - 남성 칼리[4]
- 엉덩이 탐정
- 짱구는 못말려! 나와 박사의 여름 방학 ~끝나지 않는 7일간의 여행~ - 은둔술
- Limbus Company - 삼조

### 오디오드라마(드라마CD)
- 이중첩자(ACO) - 보반[5]
- 피그말리온 (야해) - 개복치 외